# Caldera del Atuel
Caldera del Atuel es una caldera volcánica en Argentina. Es el nacimiento del río Atuel y tiene unas dimensiones de 30 x 45 kilómetros (18,6 x 28,0 mi). Mientras el cerro El Sosneado es un volcán ubicado justo fuera de la caldera del Atuel, el volcán Overo y el complejo Las Lágrimas se encuentran en su interior.
La actividad del Holoceno puede haber formado los conos de ceniza en el lado noreste de la caldera. Después del terremoto de Chile de 2010, la caldera fue uno de los centros volcánicos que sufrió subsidencia, así como actividad sísmica secundaria.